# (2439) Ulugbek
Pour les articles homonymes, voir Ulugh Beg (homonymie).
(2439) Ulugbek (1977 QX2) est un astéroïde de la ceinture principale découvert le 21 août 1977 par Nikolaï Tchernykh à l'Observatoire d'astrophysique de Crimée à Naoutchnyï.
L'astéroïde a reçu son nom en l'honneur de Ulugh Beg (1394-1449), astronome et mathématicien, petit-fils de Tamerlan.